# Robert Paverick
Robert Paverick (ur. 19 listopada 1912 w Borgerhout, zm. 25 maja 1994) – belgijski piłkarz grający na pozycji obrońcy. W swojej karierze rozegrał 41 meczów w reprezentacji Belgii.

## Kariera klubowa
Swoją karierę piłkarską Paverick rozpoczął w klubie Royal Antwerp FC. Zadebiutował w nim w 1930 roku w pierwszej lidze belgijskiej. W debiutanckim sezonie wywalczył z Royalem tytuł mistrza Belgii. Po tytuł mistrzowski sięgnął również w sezonie 1943/1944. W Royalu występował do końca sezonu 1946/1947. W sezonie 1948/1949 grał w Beerschocie Antwerpia, w którym zakończył swoją karierę sportową.
| Sezon   | Klub                | Kraj   | Rozgrywki     | Mecze | Bramki |
| ------- | ------------------- | ------ | ------------- | ----- | ------ |
| 1930/31 | Royal Antwerp FC    | Belgia | Eerste klasse | 1     | 0      |
| 1931/32 | Royal Antwerp FC    | Belgia | Eerste klasse | 2     | 0      |
| 1932/33 | Royal Antwerp FC    | Belgia | Eerste klasse | 4     | 0      |
| 1933/34 | Royal Antwerp FC    | Belgia | Eerste klasse | 25    | 0      |
| 1934/35 | Royal Antwerp FC    | Belgia | Eerste klasse | 26    | 5      |
| 1935/36 | Royal Antwerp FC    | Belgia | Eerste klasse | 26    | 3      |
| 1936/37 | Royal Antwerp FC    | Belgia | Eerste klasse | 15    | 0      |
| 1937/38 | Royal Antwerp FC    | Belgia | Eerste klasse | 21    | 0      |
| 1938/39 | Royal Antwerp FC    | Belgia | Eerste klasse | 26    | 0      |
| 1939/40 | Royal Antwerp FC    | Belgia | Eerste klasse | ?     | ?      |
| 1940/41 | Royal Antwerp FC    | Belgia | Eerste klasse | ?     | ?      |
| 1941/42 | Royal Antwerp FC    | Belgia | Eerste klasse | 26    | 0      |
| 1942/43 | Royal Antwerp FC    | Belgia | Eerste klasse | 30    | 0      |
| 1943/44 | Royal Antwerp FC    | Belgia | Eerste klasse | 26    | 0      |
| 1944/45 | Royal Antwerp FC    | Belgia | Eerste klasse | ?     | ?      |
| 1945/46 | Royal Antwerp FC    | Belgia | Eerste klasse | 26    | 0      |
| 1946/47 | Royal Antwerp FC    | Belgia | Eerste klasse | 18    | 0      |
| 1948/49 | Beerschot Antwerpia | Belgia | Eerste klasse | ?     | ?      |

## Kariera reprezentacyjna
W reprezentacji Belgii Paverick zadebiutował 31 marca 1935 roku w przegranym 2:4 towarzyskim meczu z Holandią, rozegranym w Antwerpii. W 1938 roku został powołany do kadry na mistrzostwa świata we Francji. Na nich rozegrał jeden mecz, z Francją (1:3). Od 1935 do 1946 roku rozegrał w kadrze narodowej 41 meczów.